# Pedro Sánchez Martínez
Pedro Sánchez Martínez (Tarragona, 7 de noviembre de 1972) es un técnico de transporte sanitario y político español.

## Biografía
Nacido en Tarragona el 7 de noviembre de 1972, es técnico de transporte sanitario y coordinador territorial de la empresa STS Ambulancias, concesionaria del servicio de ambulancias de la Generalidad de Cataluña. Además, es presidente de la Asociación de Vecinos de Tarragona en los barrios de San Salvador y San Ramón y presidente de la Federación de Asociación de Vecinos Siglo XXI. En las elecciones municipales de 2015 fue en las listas de Ciudadanos para el ayuntamiento de Tarragona y consiguió ser elegido concejal.